# Strass et Compagnie
Pour plus de détails, voir Fiche technique et Distribution.
Strass et Compagnie est un film muet français réalisé par Abel Gance et sorti en 1915.

## Fiche technique
- Réalisation : Abel Gance
- Scénario : Abel Gance
- Chef-opérateur : Léonce-Henri Burel
- Production : Vandal et Delac - Louis Nalpas
- Pays de production : France
- Format : Muet - Noir et blanc - 1,33:1 - 35 mm
- Date de sortie : 
  - France : 1915

## Distribution
- Harry Baur
- Émile Keppens
- Gaston Michel
- Jean Yonnel